# Волжки немци
Волжките немци (на немски: Wolgadeutsche) са етническа група, традиционно населявала Поволжието в Русия.
Тя се формира след 1762 година, когато руската императрица Екатерина II привлича в страната заселници от Германия, главно от Хесен и Пфалц, които се настаняват в района на Саратов. Те образуват компактна група, която запазва своята културна обособеност в продължение на столетия. Подложени на асимилационен натиск, в края на XIX и началото на XX век част от тях емигрират в Съединените щати, Канада, Бразилия и Аржентина. В навечерието на Втората световна война наброяват около 500 хиляди души. След началото на Съветско-германската война през 1941 година волжките немци са изселени в концентрационни лагери, като и след войната остават разпръснати в различни части на Сибир и съветска Средна Азия. През 80-те и 90-те години на XX век част от тях емигрират в Германия.